# Должанское (Луганская область)
Должанское (укр. Довжанське) — посёлок, до 2014 года относившийся к Свердловскому району Луганской области Украины. С 2014 года населённый пункт находится под контролем Луганской Народной Республикой.

## География и транспортная доступность
На юге и востоке поселок огибает граница между Украиной и Российской Федерацией. Соседние населённые пункты: Астахово и Дарьино-Ермаковка на западе, Карпово-Крепенское на северо-западе, Братское и Бирюково на севере.
Возле посёлка перед государственной границей с Россией находится контрольно-пропускной пункт «Должанский». К КПП подходят украинская дорога М-03 и российская дорога М19, обе являются частями европейского маршрута E 50. С российской стороны расположен КПП «Новошахтинск».

## Общие сведения
Занимает площадь 3,893 км². Почтовый индекс — 94865. Телефонный код — 6434. Код КОАТУУ — 4424255302. В поселке 7 улиц: Центральная, Новая, Железнодорожная, Гагарина, Садовая, Степная, Урицкая.

## Население
Население по переписи 2001 года составляло 675 человек.

## История
Прежнее название — Должанский. Переименован ориентировочно в начале 1990-х гг.
Поселок назвали в честь речки Должик, которая протекала на его территории.
С начала июня по июль 2014 года КПП находился под контролем Украины (см. Вооружённый конфликт на юго-востоке Украины в 2014-2015 годах).
С начала августа 2014 года вновь под контролем  ЛНР.

## Местный совет
94863, Луганская обл., Свердловский р-н, пгт. Бирюково, ул. Ленина, 81

## Известные уроженцы
Веня Д'ркин — поэт, музыкант, рок-бард, певец.